# Französische Rugby-Union-Meisterschaft 2012/13
Die Saison 2012/13 war die 114. Austragung der französischen Rugby-Union-Meisterschaft (französisch Championnat de France de rugby à XV). Sie umfasste 14 Mannschaften in der obersten Liga Top 14 und 16 Mannschaften in der zweithöchsten Liga Pro D2.

## Top 14
Die reguläre Saison der Top 14 umfasste 26 Spieltage (je eine Vor- und Rückrunde). Sie begann am 17. August 2012 und dauerte bis zum 4. Mai 2013. Die zwei bestplatzierten Mannschaften qualifizierten sich direkt für das Halbfinale und trafen dort auf die Gewinner der Viertelfinalspiele, die zwischen den Dritt- bis Sechstplatzierten ausgetragen wurden. Im Endspiel, das am 1. Juni 2013 im Stade de France in Saint-Denis stattfand, trafen die zwei Halbfinalsieger aufeinander und spielten um den Bouclier de Brennus. Dabei setzte sich Castres Olympique gegen den RC Toulon durch und errang zum vierten Mal den Meistertitel. Die SU Agen und Stade Montois mussten in die Pro D2 absteigen.

### Tabelle
M = Amtierender Meister

A = Aufsteiger
|     | Team                      | Spiele | Siege | Unent. | Ndlg. | Spiel- punkte | Diff. | Bonus- punkte | Tabellen- punkte |
| --- | ------------------------- | ------ | ----- | ------ | ----- | ------------- | ----- | ------------- | ---------------- |
| 01. | ASM Clermont Auvergne     | 26     | 19    | 1      | 6     | 779:418       | + 361 | 13            | 91               |
| 02. | RC Toulon                 | 26     | 18    | 1      | 7     | 779:456       | + 323 | 16            | 90               |
| 03. | Stade Toulousain (M)      | 26     | 17    | 0      | 9     | 702:501       | + 201 | 11            | 79               |
| 04. | Castres Olympique         | 26     | 15    | 2      | 9     | 599:489       | + 110 | 10            | 74               |
| 05. | Montpellier Hérault Rugby | 26     | 16    | 0      | 10    | 570:520       | + 50  | 9             | 73               |
| 06. | Racing Métro 92           | 26     | 16    | 0      | 10    | 512:431       | + 81  | 9             | 73               |
| 07. | USA Perpignan             | 26     | 13    | 0      | 13    | 593:607       | − 14  | 9             | 61               |
| 08. | Aviron Bayonnais          | 26     | 12    | 1      | 13    | 467:609       | − 142 | 7             | 57               |
| 09. | Biarritz Olympique        | 26     | 12    | 1      | 13    | 505:540       | − 35  | 7             | 57               |
| 10. | Stade Français            | 26     | 12    | 1      | 13    | 578:691       | − 113 | 4             | 54               |
| 11. | FC Grenoble (A)           | 26     | 12    | 0      | 14    | 480:606       | − 126 | 6             | 54               |
| 12. | Union Bordeaux Bègles     | 26     | 8     | 1      | 17    | 561:584       | − 23  | 13            | 47               |
| 13. | SU Agen                   | 26     | 6     | 0      | 20    | 423:709       | − 286 | 7             | 31               |
| 14. | Stade Montois (A)         | 26     | 2     | 0      | 24    | 374:761       | − 387 | 8             | 16               |

Die Punkte werden wie folgt verteilt:
- 5 Punkte bei einem Forfaitsieg
- 4 Punkte bei einem Sieg
- 2 Punkte bei einem Unentschieden
- 0 Punkte bei einer Niederlage (vor möglichen Bonuspunkten)
- −2 Punkte bei einer Forfaitniederlage
- 1 Bonuspunkt bei drei Versuchen mehr als der Gegner
- 1 Bonuspunkt bei einer Niederlage mit weniger als sieben Punkten Unterschied

### Finalphase

#### Viertelfinale
| 10. Mai 2013 21:00 MESZ | Stade Toulousain | 33 : 19         | Racing Métro 92                                                                            | Stadium Municipal, Toulouse Zuschauer: 30.000 Schiedsrichter: Jérôme Garcès |
| 10. Mai 2013 21:00 MESZ | Versuche: Fickou 17. n.erh. Picamoles 52. erh. Erhöhungen: McAlister (1/2) Straftritte: McAlister (7) 3., 28., 40., 49., 58., 68., 75. | (14:11) Bericht | Versuche: Matadigo 35. n.erh. Chavancy 56. n.erh. Straftritte: Wisniewski (3) 7., 14., 61. | Stadium Municipal, Toulouse Zuschauer: 30.000 Schiedsrichter: Jérôme Garcès |

| 11. Mai 2013 14:40 MESZ | Castres Olympique | 25 : 12        | Montpellier Hérault Rugby                     | Stade Pierre-Antoine, Castres Zuschauer: 11.500 Schiedsrichter: Romain Poite |
| 11. Mai 2013 14:40 MESZ | Versuche: Claassen 45. erh. Erhöhungen: Kockott (1/1) Straftritte: Kockott (5) 25., 30., 38., 52., 62. Dropgoals: Talès (1) 13. | (12:9) Bericht | Straftritte: Paillaugue (4) 3., 19., 34., 58. | Stade Pierre-Antoine, Castres Zuschauer: 11.500 Schiedsrichter: Romain Poite |

#### Halbfinale
| 24. Mai 2013 21:00 MESZ | RC Toulon | 24 : 9        | Stade Toulousain                          | Stade de la Beaujoire, Nantes Zuschauer: 36.726 Schiedsrichter: Pascal Gaüzère |
| 24. Mai 2013 21:00 MESZ | Versuche: Rossouw 2. n.erh. Armitage 72. erh. Erhöhungen: Wilkinson (1/2) Straftritte: Wilkinson (3/3) 10., 54., 70. Dropgoals: Wilkinson (1/1) 64. | (8:6) Bericht | Straftritte: McAlister (3/3) 6., 30., 43. | Stade de la Beaujoire, Nantes Zuschauer: 36.726 Schiedsrichter: Pascal Gaüzère |

| 25. Mai 2013 16:30 MESZ | ASM Clermont Auvergne                   | 9 : 25         | Castres Olympique                                                                                            | Stade de la Beaujoire, Nantes Zuschauer: 36.242 Schiedsrichter: Christophe Berdos |
| 25. Mai 2013 16:30 MESZ | Straftritte: Delany (3/3) 28., 46., 59. | (3:12) Bericht | Versuche: Cabannes 63. erh. Erhöhungen: Kockott (1/1) Straftritte: Kockott (6/6) 9., 19., 36., 40., 44., 53. | Stade de la Beaujoire, Nantes Zuschauer: 36.242 Schiedsrichter: Christophe Berdos |

#### Finale
| 1. Juni 2013 21:00 MESZ | RC Toulon                                                                   | 14 : 19        | Castres Olympique | Stade de France, Saint-Denis Zuschauer: 80.033 Schiedsrichter: Jérôme Garcès |
| 1. Juni 2013 21:00 MESZ | Versuche: D. Armitage 80.+ n.erh. Straftritte: Wilkinson (3/3) 7., 47., 67. | (3:10) Bericht | Versuche: Kockott 40.+ erh. Erhöhungen: Kockott (1/1) Straftritte: Kockott (2/2) 14., 80. Dropgoals: Talès (2/2) 72., 74. | Stade de France, Saint-Denis Zuschauer: 80.033 Schiedsrichter: Jérôme Garcès |

| 15                 | Delon Armitage              |     |
| 14                 | Rudi Wulf                   | 64. |
| 13                 | Mathieu Bastareaud          |     |
| 12                 | Matt Giteau                 |     |
| 11                 | Alexis Palisson             |     |
| 10                 | Jonny Wilkinson             |     |
| 09                 | Frédéric Michalak           | 49. |
| 08                 | Chris Masoe                 | 70. |
| 07                 | Juan Martín Fernández Lobbe |     |
| 06                 | Danie Rossouw               | 58. |
| 05                 | Nick Kennedy                |     |
| 04                 | Bakkies Botha               |     |
| 03                 | Carl Hayman                 | 18. |
| 02                 | Sébastien Bruno             | 48. |
| 01                 | Andrew Sheridan             | 67. |
| Auswechselspieler: |                             |     |
| 16                 | Jean-Charles Orioli         | 48. |
| 17                 | Xavier Chiocci              | 67. |
| 18                 | Jocelino Suta               |     |
| 19                 | Joe van Niekerk             | 58. |
| 20                 | Steffon Armitage            | 70. |
| 21                 | Maxime Mermoz               | 64. |
| 22                 | Sébastien Tillous-Borde     | 49. |
| 23                 | Dawit Kubriaschwili         | 18. |

| 15                 | Brice Dulin         |     |
| 14                 | Romain Martial      |     |
| 13                 | Romain Cabannes     |     |
| 12                 | Seremaia Bai        |     |
| 11                 | Marc Andreu         |     |
| 10                 | Rémy Talès          | 78. |
| 09                 | Rory Kockott        |     |
| 08                 | Antonie Claassen    |     |
| 07                 | Yannick Caballero   |     |
| 06                 | Ibrahim Diarra      | 72. |
| 05                 | Rodrigo Capó Ortega | 58. |
| 04                 | Christophe Samson   |     |
| 03                 | Karena Wihongi      | 70. |
| 02                 | Brice Mach          | 48. |
| 01                 | Saimone Taumoepeau  | 75. |
| Auswechselspieler: |                     |     |
| 16                 | Mathieu Bonello     | 48. |
| 17                 | Yannick Forestier   | 75. |
| 18                 | Josefa Tekori       | 58. |
| 19                 | Jannie Bornman      | 72. |
| 20                 | Romain Teulet       | 78. |
| 21                 | Daniel Kirkpatrick  |     |
| 22                 | Paul Bonnefond      |     |
| 23                 | Mihaita Lazăr       | 70. |

### Statistik

#### Meiste erzielte Versuche
|    | Name               | Versuche | Verein                |
| -- | ------------------ | -------- | --------------------- |
| 1. | Napolioni Nalaga   | 13       | ASM Clermont Auvergne |
| 2. | Wesley Fofana      | 10       | ASM Clermont Auvergne |
| 3. | Vincent Clerc      | 9        | Stade Toulousain      |
| 3. | David Smith        | 9        | RC Toulon             |
| 5. | Rory Kockott       | 8        | Castres Olympique     |
| 5. | Timoci Matanavou   | 8        | Stade Toulousain      |
| 5. | Noa Nakaitaci      | 8        | ASM Clermont Auvergne |
| 5. | Sitiveni Sivivatu  | 8        | ASM Clermont Auvergne |
| 5. | Metuisela Talebula | 8        | Union Bordeaux Bègles |

#### Meiste erzielte Punkte
|    | Name            | Punkte | Versuche | Erhöhungen | Penaltys | Dropkicks | Verein                |
| -- | --------------- | ------ | -------- | ---------- | -------- | --------- | --------------------- |
| 1. | Rory Kockott    | 376    | 8        | 33         | 90       | 0         | Castres Olympique     |
| 2. | Jonny Wilkinson | 373    | 0        | 47         | 85       | 8         | RC Toulon             |
| 3. | James Hook      | 265    | 2        | 21         | 69       | 2         | USA Perpignan         |
| 4. | Jérôme Porical  | 244    | 0        | 14         | 72       | 0         | Stade Français        |
| 5. | Camille Lopez   | 232    | 2        | 33         | 49       | 3         | Union Bordeaux Bègles |

## Pro D2
Die reguläre Saison der Pro D2 umfasste 30 Spieltage (je eine Vor- und Rückrunde). Sie begann am 25. August 2012 und dauerte bis zum 8. Mai 2013. Als bestplatzierte Mannschaft stieg die US Oyonnax direkt in die Top 14 auf. Die Mannschaften auf den Plätzen 2 bis 5 bestritten ein Playoff und den zweiten Aufstiegsplatz. Diesen sicherte sich der CA Brive. Der RC Massy und der Pays d’Aix RC mussten in die Amateurliga Fédérale 1 absteigen.

### Tabelle
T = Absteiger Top 14

F = Aufsteiger Fédérale 1
|     | Team                             | Spiele | Siege | Unent. | Ndlg. | Spiel- punkte | Diff. | Bonus- punkte | Tabellen- punkte |
| --- | -------------------------------- | ------ | ----- | ------ | ----- | ------------- | ----- | ------------- | ---------------- |
| 01. | US Oyonnax                       | 30     | 24    | 1      | 5     | 877:536       | + 341 | 13            | 111              |
| 02. | CA Brive (T)                     | 30     | 20    | 2      | 8     | 658:532       | + 126 | 10            | 94               |
| 03. | Section Paloise                  | 30     | 20    | 1      | 9     | 725:519       | + 206 | 10            | 92               |
| 04. | Atlantique Stade Rochelais       | 30     | 19    | 0      | 11    | 718:569       | + 149 | 11            | 87               |
| 05. | Stade Aurillacois                | 30     | 19    | 1      | 10    | 680:643       | + 37  | 4             | 82               |
| 06. | Tarbes Pyrénées Rugby            | 30     | 17    | 1      | 12    | 695:625       | + 70  | 10            | 80               |
| 07. | US Carcassonne                   | 30     | 15    | 1      | 14    | 640:595       | + 45  | 12            | 74               |
| 08. | Lyon Olympique Universitaire (T) | 30     | 13    | 3      | 14    | 696:585       | + 111 | 14            | 72               |
| 09. | RC Narbonne                      | 30     | 14    | 2      | 14    | 610:593       | + 17  | 9             | 69               |
| 10. | Colomiers Rugby (F)              | 30     | 13    | 2      | 15    | 568:615       | − 47  | 10            | 66               |
| 11. | SC Albi                          | 30     | 12    | 1      | 17    | 580:630       | − 50  | 9             | 59               |
| 12. | AS Béziers                       | 30     | 10    | 1      | 19    | 534:742       | − 208 | 9             | 51               |
| 13. | FC Auch                          | 30     | 8     | 3      | 19    | 442:612       | − 170 | 12            | 50               |
| 14. | US Dax                           | 30     | 10    | 1      | 19    | 567:708       | − 141 | 7             | 49               |
| 15. | Pays d’Aix RC                    | 30     | 9     | 0      | 21    | 552:774       | − 222 | 9             | 45               |
| 16. | RC Massy (F)                     | 30     | 6     | 2      | 22    | 598:848       | − 250 | 9             | 37               |

Die Punkte werden wie folgt verteilt:
- 5 Punkte bei einem Forfaitsieg
- 4 Punkte bei einem Sieg
- 2 Punkte bei einem Unentschieden
- 0 Punkte bei einer Niederlage (vor möglichen Bonuspunkten)
- −2 Punkte bei einer Forfaitniederlage
- 1 Bonuspunkt bei drei Versuchen mehr als der Gegner
- 1 Bonuspunkt bei einer Niederlage mit weniger als sieben Punkten Unterschied

### Playoff um den zweiten Aufstiegsplatz
Halbfinale
| 11. Mai 2013 | Section Paloise | 30 : 16 | Atlantique Stade Rochelais | Stade du Hameau, Pau |
| 11. Mai 2013 |                 |         |                            | Stade du Hameau, Pau |

| 12. Mai 2013 | CA Brive | 30 : 14 | Stade Aurillacois | Stade Amédée-Domenech, Brive-la-Gaillarde |
| 12. Mai 2013 |          |         |                   | Stade Amédée-Domenech, Brive-la-Gaillarde |

Finale
| 19. Mai 2013 | CA Brive | 30 : 10 | Section Paloise | Stade Chaban-Delmas, Bordeaux |
| 19. Mai 2013 |          |         |                 | Stade Chaban-Delmas, Bordeaux |